# مون بلودجود
مون بلودجود (بالإنجليزية: Moon Bloodgood)‏ ممثلة أمريكية ولدت عام (20 سبتمبر، 1975) في (أنهايم - كاليفورنيا - الولايات المتحدة الأمريكية), من أم كورية وأب أمريكي من أصل ألماني وإيرلندي.

أشتهرت بدورها (بلير ويليامز) في فيلم المدمر: الخلاص, كما أن مجلة بيبول أختارتها كواحدة من بين 100 أجمل شخص في العالم عام 2006, كما عملت في أكثر من وظيفة بلوس انجلوس.

## روابط خارجية
- مون بلودجود على موقع IMDb (الإنجليزية)
- مون بلودجود على موقع روتن توميتوز (الإنجليزية)
- مون بلودجود على موقع ألو سيني (الفرنسية)
- مون بلودجود على موقع أول موفي (الإنجليزية)
- مون بلودجود على موقع قاعدة بيانات الأفلام السويدية (السويدية)
- مون بلودجود على موقع إن إن دي بي (الإنجليزية)
- مون بلودجود على موقع قاعدة بيانات الفيلم (الإنجليزية)
- مون بلودجود على موقع كينوبويسك (الروسية)